# Pere Queralt i Fargas
Pere Queralt i Fargas (Valls, 1927 - 2008) fou un pintor, i cartellista català. Deixeble de l'Eduard Castells, a L'Escola del Treball de Valls.
Des de molt petit va mostrar una especial habilitat pel dibuix. Ell recordava que quan tenia uns sis o set anys a la seva escola realitzaven un diari i ell era l'encarregat de fer els dibuixos que l'il·lustraven.

## Ressenya biogràfica
La seva primera exposició col·lectiva va ser l'any 1946 i la seva primera exposició individual l'any 1957 al Centre de Lectura de Valls.
La temàtica de les seves pintures eren el paisatge dels voltants de la seva ciutat, la natura morta, les figures, els pallassos.
El paisatge va ser sens dubte el tema preferit per l'artista, sempre el paisatge de l'Alt Camp, en els seus inicis amb una clara influència postimpressionista, amb certs tocs fauvistes, Van Gogh i Cézanne són presents en les seves primeres obres.
Cal destacar l'estructura de les seves composicions, amb un bon domini del dibuix, que l'apropa a Cézanne, i la utilització lliure del color en els seus quadres recorda a Gauguin i als fauvistes. Un altre aspecte interessant i que es convertirà en un dels elements constants de la seva obra és la presència del color blau.
Realitzà dos murals de temàtica religiosa, a la Capella dels Dolors de l'església de Sant Joan de Valls l'any 1962, i a la l'església del Sagrat Cor l'any 1996 va pintar El Retaule de la Vida.
Fou un dels integrants del grup Un Nus (1972 - 1984) juntament amb els pintors M. Teresa Sanromà, Joan Cunillera, Jaume Solé i l'escultor Joan Serafini, aquest grup marcà un punt i a part en l'art, no solament a la ciutat de Valls, sinó de les comarques tarragonines. Les obres d'aquest període són bàsicament abstractes amb alguns elements figuratius, cal destacar les sèries "homes" i "cartrons". La preocupació per l'experimentació artística amb materials diversos fou una constant del grup. Identificava al grup un sentiment nacionalista, un profund respecte per la llibertat, i el desig per denunciar les injustícies, la violència, la repressió social i política que vivia el país. En aquesta etapa artística la seva obra es torna abstracta, amb una forta llibertat plàstica i conceptual.
Un cop finalitzada l'etapa del grup Un Nus l'artista Pere Queralt retorna a la figuració, i al paisatge. L'experiència adquirida en les seves obres abstractes, el mutu enriquiment en un grup de franca companyonia, li va permetre tornar a la temàtica del paisatge amb molta intensitat, amb una major potència expressiva i sobretot amb una gran seguretat que es veu en la força del traç i en la potència del color.
Important és el seu treball com a cartellista i dissenyador. Tots els cartells i programes de les seves exposicions i les del grup Un Nus els va dissenyar ell, així com molts cartells de les entitats i institucions vallenques.
Per les festes Decennals de la 	Candela del 2001, l'Ajuntament de Valls li va encarregar el retrat de Cèsar Martinell per formar part de la Galeria de Vallencs Il·lustres.

## Reconeixements
L'any 1958 va ser reconegut amb un accèssit pel quadre "Bodegó" presentat a la Medalla Tapiró de Tarragona, els anys 1961 i 1971 guanyà els concursos de cartells de les festes Decennals de la Mare de Déu de la Candela de Valls.
Va rebre el Títol de Reconeixement de la Ciutat de Valls l'any 2010.
L'any 2012 i amb motiu de la celebració dels 50 anys de la realització de la pintura mural de la capella dels Dolors ubicada a l'església de Sant Joan de Valls, el Museu de Valls, conjuntament amb l'Institut d'Estudis Vallencs i la Parròquia de Sant Joan, amb la participació de l'entitat Sal Grossa i de l'Associació de Veïns del Barri dels Pisos Clols organitzen un homenatge a la seva trajectòria artística, amb quatre exposicions simultànies.